# Антинатализъм
Антинатализмът е философска позиция, която придава отрицателна стойност на раждането. Антинаталистите твърдят, че хората трябва да се въздържат от потомство, тъй като то е морално осъдителен акт (някои признават и потомството на други съзнателни същества като морално лошо). В научни и литературни трудове са представени различни етични основи за антинатализъм.  Някои от най-ранните оцелели формулировки на идеята, че би било по-добре да не са родени, произхождат от древна Гърция.  Терминът антинатализъм противоречи на термина натализъм или пронатализъм и е използван вероятно за първи път като наименование на позицията от Теофил де Жиро (роден 1968 г.) в книгата си L'art de guillotiner les procréateurs: Manifeste anti-nataliste. 

## Етимология
Думата е заемка от английското antinatalism (anti- + natalism), което в буквален превод е „против натализма“ или поописателно: „против позицията, подкрепяща раждаемостта“. Етимологията на думата се корени в старогръцкото ἀντί – „срещу“, латинското natalis – „отнасящ се до, или свързан с, раждането“ (от глагола nascor – „раждам се; заченат съм; произлизам“) и наставката –ism, означаваща в този случай тенденция на поведение, действие или мнение, която характеризира дадена група от хора, и е породена от конкретен принцип или идея.

## В религиите
Учението на Буда (ок. 400 г. пр.н.е.), наред с други Четири благородни истини и началото на Махавагга, се интерпретира от Хари Сингх Гур (1870 – 1949), както следва:
Марционитите вярвали, че видимият свят е зло творение на суров, жесток, ревнив, гневен демиург, Яхве. Според това учение хората трябва да му се противопоставят, да изоставят света му, да не създават хора и да се доверяват на добрия Бог на милостта, чужд и далечен. 
Енкратитите забелязали, че раждането води до смърт. За да завладеят смъртта, хората трябва да се отказват от потомството: „да не произвеждат свеж фураж за смъртта“. 
Манихейците,  богомилите  и катарите  вярвали, че потомството осъжда душата до затвор в зла материя. Те гледали на потомството като на инструмент на зъл бог, демиург или на Сатана, който затваря божествената стихия в материята и по този начин причинява божествената стихия да страда.

## Теодициални и антроподици
Хулио Кабрера разглежда въпроса да бъдеш творец по отношение на теодицията и твърди, че точно както е невъзможно да се защити идеята за добър Бог като творец, така също е невъзможно да се защити идеята за добър човек като творец. В родителството човешкият родител имитира божествения родител, в смисъл, че възпитанието би могло да се разбира като форма на стремеж към „спасение“, „правилния път“ за дете. Човешко същество обаче би могло да реши, че е по-добре изобщо да не страда, отколкото да страда, и да му бъде предложена по-късната възможност за спасение от страданието. Според Кабрера злото се свързва не с липсата на битие, а със страданието и умирането на живите. Значи, напротив, злото е само и очевидно се свързва с битието. 
Карим Акерма, поради моралния проблем на човека като творец, въвежда антроподика, концепция близнак за теодицията. Той е на мнение, че колкото по-малко е вярата в Всемогъщия Създател-Бог, толкова по-належащ става въпросът за антроподиците. Акерма смята, че за тези, които искат да водят етичен живот, причиняването на страданието изисква оправдание. Човекът вече не може да хвърли отговорност за страданието, което настъпва, като апелира към въображаемо образувание, което определя морални принципи. За Акерма антинатализмът е следствие от срива на теодичните начинания и неуспеха на опитите за установяване на антроподизъм. Според него няма метафизика, нито морална теория, която да оправдае производството на нови хора и следователно антроподиците са неопределими, както и теодициални. 

## Петер Весел Запфе
Петер Весел Запфе (1899 – 1990) разглежда хората като биологичен парадокс. Според него съзнанието е свръх еволюирало при хората, като по този начин ни прави неспособни да функционираме нормално като другите животни: познанието ни дава повече, отколкото можем да носим. Нашата крехкост и незначителност в Космоса са видими за нас. Искаме да живеем и въпреки това поради това как сме се развили, ние сме единственият вид, чиито членове осъзнават, че им е предопределено да умрат. Ние сме в състояние да анализираме миналото и бъдещето, както нашето положение, така и положението на другите, както и да си представим страданието на милиарди хора (както и на други живи същества) и да изпитваме състрадание към своите страдания. Копнееме за справедливост и смисъл в свят, в който липсват и двете. Това гарантира, че животът на съзнателните индивиди е трагичен. Имаме желания: духовни потребности, които реалността не е в състояние да задоволи, а нашият вид все още съществува само защото ограничаваме осъзнаването на това, което всъщност води до тази реалност. Човешкото съществуване представлява заплетена мрежа от защитни механизми, които могат да се наблюдават както индивидуално, така и социално в нашите ежедневни модели на поведение. Според Запфе човечеството трябва да прекрати тази самозаблуда и естественото последствие би било изчезването ѝ чрез въздържане от потомство.

## Отрицателна етика
Хулио Кабрера предлага концепция за „отрицателна етика“ в противовес на „утвърдителната“ етика, което означава етика, която утвърждава битието.  Той описва размножаването като манипулация и вреда, едностранно и несъгласително изпращане на човек в болезнена, опасна и морално възпрепятстваща ситуация.
Кабрера разглежда потомството като онтологично и тотално манипулиране: нещото се създава и използва, така че за разлика от вътрешно-светските случаи, когато някой е поставен в опасна ситуация, в случай на потомство няма дори шанс за защита срещу това действие. Според Кабрера манипулацията в потомството е видима преди всичко в едностранния и несъгласен характер на акта, така че потомството да е само по себе си и неизбежно асиметрично; било то продукт на размисъл или продукт на пренебрегване, то винаги е свързано с интересите (или дезинтересите) на други хора, а не със създадения човек. Освен това Кабрера изтъква, че според него манипулацията на потомството не се ограничава до самия акт на творението, а се продължава в процеса на отглеждане на детето, по време на който родителите придобиват голяма власт над живота на детето, който се оформя според техните предпочитания и за тяхното удовлетворение. Той подчертава, че макар да не е възможно да се избегне манипулация по време на раждането, напълно е възможно да се избегне самото потомство и че тогава не се нарушава морално правило.
Кабрера смята, че ситуацията, в която човек е поставен чрез потомство, е структурно отрицателна, тъй като неговите съставни характеристики са вредни. Според Кабрера най-известните от тях са следните:
- а) Съществото, придобито от човек при раждането, намалява (или „разпада“), в смисъл на същество, което започва да умира от самото му възникване, следвайки единна и необратима посока на влошаване и упадък, от която пълна консумация може да се появи всеки момент.
- (б) От момента, в който се появят, хората са засегнати от три вида фрикции: физическа болка (под формата на болести, злополуки и природни катастрофи, на които винаги са изложени); обезкуражаване (под формата на „липса на воля“ или на „настроение“ или на „духа“, за да продължите да действате, от изтощение на живота до сериозни форми на депресия); и накрая, излагане на агресия от други хора (от клюки и клевети до различни форми на дискриминация, преследване и несправедливост), агресията, която и ние можем да нанесем на другите, също подложени, като нас, на трите вида фрикции.
- в) За да се защитят от букви а) и б), хората са снабдени с механизми за създаване на положителни ценности (етични, естетически, религиозни, забавни, развлекателни, както и ценности, съдържащи се в човешки реализации от всякакъв вид), които хората трябва да поддържат постоянно активни. Всички положителни стойности, които се появяват в човешкия живот, са реактивни и палиативни; те се въвеждат от постоянната, тревожна и несигурна борба срещу влошаващият се живот и трите му вида фрикции.

Кабрера нарича множеството от тези характеристики A – В „крайност на битието“. Той е на мнение, че огромен брой хора по света не могат да издържат на тази стръмна борба срещу крайната структура на тяхното съществуване, което води до разрушителни последици за тях и други: самоубийства, големи или незначителни психични заболявания или агресивно поведение. Той приема, че животът може да бъде – благодарение на собствените заслуги и усилия на човека – поносим и дори много приятен, но смята за проблемно да създадеш някого, за да може той да се опита да направи живота си приятен, като се бори срещу тежката и потискаща ситуация, която поставяме в тях чрез проклетиране. Според Кабрера изглежда по-разумно просто да не ги поставяте в тази ситуация, тъй като резултатите от тяхната борба винаги са несигурни.
Кабрера вярва, че в етиката, включително утвърждаващата етика, има едно всеобхватно понятие, което той нарича „минимално етично артикулиране“, „MEA“ (по-рано преведено на английски като „фундаментална етична артикулация“ и „FEA“): съобразяването с другите хора интереси, а не да биват манипулирани и да не им бива навредено. Продължението за него е очевидно нарушение на MEA – някой е манипулиран и поставен в лоша ситуация в резултат на това действие. Според него ценностите, включени в MEA, са широко приети от утвърдителната етика, те са дори техните основи и ако се подходи радикално, би трябвало да доведе до отказ от потомство.
За Кабрера най-лошото нещо в човешкия живот и разширението в потомството е това, което той нарича „морална пречка“: чрез проклятието човек създава друг човек, който няма да може да живее морално. Според негативната етика хората са „морално дисквалифицирани“: ние не сме в състояние да действаме морално спрямо всеки при всякакви обстоятелства. Това препятствие възниква не поради вътрешно „зло“ на човешката природа, а поради структурната ситуация, в която винаги е било човешкото същество. В тази ситуация ние сме в ъгъл от различни видове болка, пространството за действие е ограничено и различните интереси често влизат в конфликт помежду си. Не е нужно да имаме лоши намерения да се отнасяме с пренебрежение към другите; ние сме принудени да го направим, за да оцелеем, да следваме проектите си и да избягаме от страданието. Кабрера обръща внимание и на факта, че животът е свързан с постоянния риск човек да изпитва силна физическа болка, която е често срещана в човешкия живот, например в резултат на сериозно заболяване, и поддържа, че самото съществуване на такава възможност ни пречи морално, както и че поради него, ние можем по всяко време да загубим, в резултат на неговото възникване, възможността за достойно, морално функциониране дори в минимална степен.

## Кантийски императив
Хулио Кабрера,  Дейвид Бенатар (роден 1966 г.)  и Карим Акерма  твърдят, че потомството противоречи на практическия императив на Имануел Кант (според Кант, човек никога не трябва да се използва като средство за край, но винаги да е самоцел). Те твърдят, че човек може да бъде създаден в името на своите родители или други хора, но че е невъзможно да се създаде някой за негово добро; и че следователно, следвайки препоръката на Кант, не трябва да създаваме нови хора. Хайко Пулс твърди, че съображенията на Кант относно родителските задължения и човешкото потомство като цяло предполагат аргументи за етично обоснован антинатализъм. Кант обаче според Пулс отхвърля тази позиция в своята телеология по метаетически причини. 

## Няма възможност за получаване на съгласие
Хулио Кабрера, Сиена Шифрин, Джералд Харисън, Джулия Танър и Ашел Сингх твърдят, че потомството е морално проблематично поради невъзможността да се получи съгласие за създаване от човека, който трябва да бъде създаден.
Хулио Кабрера твърди, че раждането е нарушение на автономията, защото ние не сме в състояние да получим съгласието на човека, когато действаме от името на този човек чрез потомство и че рационален агент, притежаващ достоверна информация за човешката ситуация и способността да говори за нейното евентуално възникване, може да не иска да се роди и да изпита вредите, свързани със съществуването (това е препратка към мисловен експеримент, предложен от Ричард Хеър, който твърди, че раждането би било несъмнено избрано).
Сиена Шифрин изброява четири фактора, които според нея правят оправданието за това, че хипотетичното съгласие за раждане е проблем:
1. няма риск от голяма вреда, ако не се предприемат действия;
2. ако се предприемат действия, вредите, претърпени от създадения човек, могат да бъдат много тежки;
3. човек не може да избяга от наложеното състояние без много висока цена (самоубийството често е физически, емоционално и морално мъчителен вариант);
4. процедурата на хипотетично съгласие не се основава на ценностите на лицето, което ще понесе наложеното условие. [31]

Джералд Харисън и Джулия Танер твърдят, че когато искаме да повлияем значително на някого чрез нашите действия и не е възможно да получим съгласието им, тогава не трябва предприемаме такива действия. Изключение според тях са действия, с които искаме да предотвратим по-голяма вреда на човек (например да избутаме някого от пътя на падащо пиано). Според тях обаче подобни действия със сигурност не включват размножаване, тъй като преди да предприеме това действие човек не съществува. 
Ашел Синг подчертава, че не е нужно да мислим, че съществуването винаги е вреда, за да се признае антинатализмът като правилен възглед. Според него е достатъчно да се мисли, че няма морално право да нанасяте сериозни, предотвратими вреди на другите без тяхното съгласие. 

## Смъртта като вреда
Марк Ларок представя гледна точка, която нарича „лишения“. Според това мнение:
1. В интерес на всеки човек е да придобие ново предпочитание, което да го удовлетворява.
2. Всеки път, когато човек бъде лишен от ново предпочитание, това нарушава интерес и по този начин причинява вреда.

Ларок твърди, че ако човек е лишен от безкраен брой нови удовлетворени предпочитания, той изпитва безкраен брой вреди и че такова лишение е смърт, до която води потомството.
Ларок смята, че не е правилно да неутрализираме възгледа си, заявявайки, че смъртта също е безкрайно голяма полза за нас, защото ни защитава от безкрайния брой нови фрустрирани предпочитания. Той предлага мисловен експеримент, в който имаме двама души, Мери и Том. Първият човек, Мери, умира на възраст от четиридесет години в резултат на усложнения, причинени от дегенеративно заболяване. Мери би живяла още известно време, но щеше да изпитва само лоши неща в живота си, а не добри. Вторият човек, Том, умира на същата възраст от същото заболяване, но в неговия случай болестта е в такъв стадий на развитие, че тялото му вече няма да може да функционира. Според Ларок е лошо, когато някой, както в случая с Том, се сблъска с невъзможността да продължи да извлича добри неща от живота си; животът на всеки води до такъв момент, ако някой живее достатъчно дълго и интуициите ни не ни казват, че това е общо взето добро или дори неутрално. Затова трябва да отхвърлим мнението, че смъртта също е безкрайно голяма полза: защото смятаме, че Том е имал нещастие. В случая с Мери нашите интуиции ни казват, че нейното нещастие не е толкова голямо, колкото нещастието на Том. Нейното нещастие се намалява от факта, че смъртта я спаси от реалната перспектива да преживее лоши неща. В случая на Том нямаме същата интуиция. Никакво зло или добро бъдеще не беше физически възможно за него. Ларок смята, че макар че невъзможността да изживеем бъдещи добри неща ни се струва вреда, обикновената липса на логична възможност да изживеем бъдещи лоши неща не изглежда компенсаторна полза за нас. Ако беше така, нямаше да има нищо странно в признаването, че Том не е претърпял никакво нещастие. Но той е жертва на нещастие, също като Мери. Нещастието на Мери обаче не изглежда толкова голямо, защото смъртта ѝ предотвратява големи страдания. Ларок е на мнение, че повечето хора ще видят и двата случая по този начин. Това заключение трябва да доведе до факта, че ние признаваме, че съществува асиметрия между вредите и ползите, които смъртта носи.
Ларок обобщава мнението си по следния начин:

## Отрицателен утилитаризъм
Отрицателният утилитаризъм твърди, че минимизирането на страданието има по-голямо морално значение от максималното щастие.
Херман Ветър (роден 1933 г.) е съгласен с предположенията на Ян Нарвесън (роден 1936 г.): 
1. Няма морално задължение да създадем дете, дори ако можем да сме сигурни, че то ще бъде много щастливо през целия му живот.
2. Има морално задължение да не създаваме дете, ако може да се предвиди, че то ще бъде нещастно.
Въпреки това той не е съгласен със заключението, което прави Нарвесън:
3. Като цяло – ако не може да се предвиди нито, че детето ще бъде нещастно, нито че ще донесе безпокойство на другите – няма задължение да има или да няма дете.
Вместо това той представя следната теоретична матрица за решение:
|                         | Детето ще бъде повече или по-малко щастливо | Детето ще бъде повече или по-малко нещастно |
| ----------------------- | ------------------------------------------- | ------------------------------------------- |
| Произведете детето      | Не е изпълнено или нарушено задължение      | Задължението е нарушено                     |
| Не произвеждайте детето | Не е изпълнено или нарушено задължение      | Задължение изпълнено                        |

Въз основа на това той заключава, че не трябва да създаваме хора: 
Карим Акерма твърди, че утилитаризмът изисква най-малко метафизични предположения и следователно е най-убедителната етична теория. Той смята, че отрицателният утилитаризъм е правилният, защото добрите неща в живота не компенсират лошите; първо и най-важното, най-добрите неща не компенсират най-лошите неща, като например преживяванията на ужасна болка, агониите на ранените, болни или умиращи. Според него също рядко знаем какво да правим, за да направим хората щастливи, но знаем какво да правим, за да не страдат: достатъчно е, че не са създадени. Важното за Акерма в етиката е стремежът за най-малко страдащи хора (в крайна сметка никой), а не стремежът към най-щастливите хора, което според него става за сметка на неизмеримо страдание.
Бруно Контестабил цитира историята „Онези, които се отдалечават от Омела“ от Урсула Ле Гуин. В тази история съществуването на утопичния град Омелас и щастието на жителите му зависят от страданията на едно дете, измъчвано на изолирано място и на което не може да се помогне. Мнозинството приема това състояние на нещата и остава в града, но има и такива, които не са съгласни с него, които не искат да участват и „се отдалечават от Омелас“. Контестабил прави паралел тук: за да съществува Омелас, детето трябва да бъде измъчвано и по същия начин съществуването на нашия свят е свързано с факта, че някой непрекъснато е наранен. Според Контестабил, антинаталистите могат да бъдат разглеждани точно като „онези, които се отдалечават от Омелас“, които не приемат такъв свят и които не одобряват неговото увековечаване. Той поставя въпроса: дали всичко щастие е в състояние да компенсира крайното страдание дори на един човек?

## Дейвид Бенатар
Дейвид Бенатар твърди, че има съществена асиметрия между доброто и лошото, като удоволствие и болка:
1. наличието на болка е лошо;
2. наличието на удоволствие е добро;
3. отсъствието на болка е добро, дори ако това добро не се ползва от никого;
4. липсата на удоволствие не е лошо, освен ако няма някой, за когото това отсъствие е лишение. [41][42]

| Сценарий A (съществува X)             | Сценарий Б (X никога не съществува)      |
| ------------------------------------- | ---------------------------------------- |
| (1) Наличие на болка (лоша)           | (3) Отсъствие на болка (добро)           |
| (2) Присъствие на удоволствие (добро) | (4) Отсъствие на удоволствие (не е лошо) |

Относно потомството, аргументът следва, че съществуването създава както добри, така и лоши преживявания, болка и удоволствие, докато това, че несъществуването, не води до болка, нито удоволствие. Отсъствието на болка е добро, отсъствието на удоволствие не е лошо. Следователно етичният избор се преценява в полза на непроизводството.
Бенатар обяснява горната асиметрия, като използва четири други асиметрии, които смята за доста правдоподобни:
- Ние имаме морално задължение да не създаваме нещастни хора и нямаме морално задължение да създаваме щастливи хора. Причината, поради която смятаме, че има морално задължение да не създаваме нещастни хора е, че присъствието на това страдание би било лошо (за страдащите) и отсъствието на страданията е добро (въпреки че няма кой да се наслаждава на липсата на страдание). За разлика от тях, причината, поради която смятаме, че няма морално задължение да създаваме щастливи хора, е, че въпреки че тяхното удоволствие би било добро за тях, отсъствието на удоволствие, когато те не съществуват, няма да бъде лошо, защото няма да има човек, който ще бъде лишен от това благо.
- Странно е да споменаваме интересите на потенциално дете като причина, поради която решаваме да ги създадем и не е странно да споменаваме интересите на потенциалното дете като причина, поради която решаваме да не ги създаваме. Това, че детето може да е щастливо, не е морално важна причина да ги създаваме. За разлика от това, нещастното дете е морална причина да не ги създаваме. Ако отсъствието на удоволствие е лошо, дори ако някой не съществува, за да изпита липсата му, бихме имали значителна морална причина да създадем дете и да създадем колкото се може повече деца. Ако обаче отсъствието на болка не би било добре, дори ако някой не би изпитал това добро, нямаше да имаме съществена морална причина да не създадем дете.
- Някой ден можем да съжаляваме за решението ни да създадем човек – той може да бъде нещастен и присъствието на болката им би било лошо нещо. Но никога няма да изпитваме съжаление заради човек, чието съществуване бива обусловено от нашето решение, да не сме ги създали – човек няма да бъде лишен от щастие, защото той или тя никога няма да съществува, а отсъствието на щастие не е лошо, защото няма да има човек, който да бъде лишен от това благо.
- Изпитваме тъга от факта, че някъде хората съществуват и страдат, и не чувстваме тъга от факта, че някъде хората не са възникнали на място, където има щастливи хора. Когато знаем, че някъде хората съществували и страдат, изпитваме състрадание. Фактът, че на някой пуст остров или планета хората не са съществували и страдат, е добре. Това е така, защото отсъствието на болка е добро дори когато няма някой, който да изпитва това добро. От друга страна, ние не изпитваме тъга от факта, че на някой пуст остров или планета хората не са съществували и не са щастливи. Това е така, защото отсъствието на удоволствие е лошо само когато някой съществува, за да бъде лишен от това благо.

Според Бенатар, създавайки дете, ние сме отговорни не само за страданията на това дете, но може и да сме отговорни за страданията на по-нататъшното потомство на това дете.
Бенатар цитира статистически данни, показващи къде води създаването на хора. Счита се, че:
- смята се, че повече от петнадесет милиона души са загинали от природни бедствия през последните 1000 години,
- приблизително 20 000 души умират всеки ден от глад,
- приблизително 840 милиона души страдат от глад и недохранване,
- между 541 и 1912 г. се смята, че над 100 милиона души са загинали от чума
- грипната епидемия от 1918 г. убива 50 милиона души,
- почти 11 милиона души умират всяка година от инфекциозни заболявания,
- злокачествените новообразувания отнемат повече от 7 милиона живота всяка година,
- приблизително 3,5 милиона души умират всяка година при аварии,
- приблизително 56,5 милиона души са загинали през 2001 г., т.е. повече от 107 души в минута,
- преди ХХ век над 133 милиона души са убити при масови убийства,
- през първите 88 години на ХХ век 170 милиона (и евентуално 360 милиона) души са разстреляни, бити, измъчвани, намушкани, изгорени, умрели от глад, замразени, смазани или работили до смърт; погребани живи, удавени, обесени, бомбардирани или убити по някакъв друг от безброй начини използвани от правителствата, за да причинят смърт на невъоръжени, безпомощни граждани и чужденци
- имало е 1.6 милиона смъртни случаи, свързани с конфликти през шестнадесети век, 6,1 милиона през седемнадесети век, 7 милиона през осемнадесети, 19,4 милиона през деветнадесети и 109,7 милиона през двадесетия,
- раните, свързани с войната, доведоха до смъртта на 310 000 през 2000 г.,
- около 40 милиона деца се малтретират всяка година,
- повече от 100 милиона живи жени и момичета са били подложени на разрязване на гениталиите,
- Смята се, че 815 000 души са се самоубили през 2000 г. (се смята, че някой се самоубива на всеки 40 секунди, повече от 800 000 души годишно).

В допълнение към филантропските аргументи, които се основават на загриженост за хората, които ще бъдат създадени, Бенатар също така изтъква, че друг път към антинатализма е мизантропният аргумент  който според него може да се обобщи по следния начин:

## Вреди на други животни
Дейвид Бенатар,  Гюнтер Блейбом (роден през 1947 г.),  Джералд Харисън и Джулия Танер,  обръщат внимание към вредата, причинена на другите живи същества от хората. Те биха казали, че милиарди нечовешки животни се малтретират и избиват всяка година от нашите видове за производството на животински продукти, за експерименти и след експериментите (когато те вече не са необходими), в резултат на унищожаването на местообитания или други щети върху околната среда, за садистично удоволствие. Те са склонни да се съгласят с мислителите за правата на животните, че вредата, която им причиняваме, е неморална. Те смятат човешкия вид за най-разрушителния на планетата, аргументирайки се, че без нови хора няма да има вреда, причинена на нови разумни същества от нови хора.
Някои антинаталисти също са вегетарианци или вегани по морални причини и приемат, че подобни възгледи трябва да се допълват взаимно като имащи общ знаменател: да не причиняват вреда на други съзнателни същества.  Това отношение вече присъства в манихейството и катаризма.

## Въздействие върху околната среда
Доброволците на Движението за доброволно изчезване на хора твърдят, че човешката дейност е основната причина за деградацията на околната среда и следователно въздържането от възпроизводство е „хуманитарната алтернатива на бедствията причинени от човека“. 

## Осиновяване вместо раждане
Херман Ветер,  Теофил дьо Жиро,  Тина Рули,  Карим Акерма  и Хулио Кабрера  твърдят, че вместо да се ангажира с морално проблемния акт на потомство, човек би могъл да направи добро, като приеме вече съществуващи деца. Де Жиро подчертава, че в целия свят има милиони съществуващи деца, които се нуждаят от грижи.

## Реализъм
Някои антинаталисти смятат, че повечето хора не оценяват реалността точно, което се отразява на желанието да имат деца.
Питър Уесел Запфе идентифицира четири репресивни механизма, които използваме съзнателно или не, за да ограничим нашето съзнание за живота и света:
- изолация – произволно отхвърляне от нашето съзнание и съзнанието на другите за всички негативни мисли и чувства, свързани с неприятните факти от нашето съществуване. В ежедневието това се проявява като мълчаливо съгласие и да се мълчи по определени теми – особено около децата, за да се предотврати внушаването на страх от света и какво ги очаква в живота, преди те да могат да научат други механизми.
- закотвяне – създаването и използването на лични ценности, за да се гарантира привързаността ни към реалността, като родители, дом, улица, училище, Бог, църква, държава, морала, съдбата, закона на живота, хората, бъдещето и др. натрупване на материални блага или авторитет и т.н. Това може да се характеризира като създаване на отбранителна структура, „фиксиране на точки в рамките или изграждане на стени наоколо, течната свада на съзнанието“ и защита на структурата срещу заплахи.
- разсейване – преместване на фокуса към нови впечатления, за да избягаме от обстоятелства и идеи, които считаме за вредни или неприятни.
- сублимация – пренасочване на трагичните части от живота в нещо творческо или ценно, обикновено чрез естетическа конфронтация с цел катарзис. Ние се фокусираме върху въображаемите, драматични, героични, лирични или комични аспекти на живота, за да позволим на себе си и на други да избягаме от истинското им въздействие.

Според Запфе депресивните разстройства често са „съобщения от по-дълбок, по-непосредствен смисъл на живота, горчиви плодове на гениалност на мисълта“.  Изглежда някои изследвания потвърждават това, говори се за феномена на депресивния реализъм, а Колин Фелтъм пише за антинатализма като едно от възможните му последствия. 
Дейвид Бенатар, позовавайки се на многобройни изследвания, изброява три феномена, описани от психолозите, които според него са отговорни за оформяне на нашите самооценки за качеството на живота ни:
1. Склонност към оптимизъм (или принцип на Поляна) – имаме положително изкривена картина на нашия живот в миналото, настоящето и бъдещето.
2. Адаптация (или настаняване, привикване) – ние се адаптираме към негативни ситуации и съответно коригираме очакванията си.
3. Сравнение – за нашите самооценки за качеството на нашия живот, по-важно от това как протича животът ни е как те отиват в сравнение с живота на другите. Един от ефектите от това е, че отрицателните аспекти на живота, които засягат всички, не се вземат предвид при оценката на собственото ни благосъстояние. Също така е по-вероятно да се сравняваме с тези, които са по-зле от тези, които са по-добри.

Бенатар заключава:
Томас Лиготи (роден 1953 г.) обръща внимание на сходството между философията на Запфе и теорията за управление на терора. Теорията за управление на терора твърди, че хората са оборудвани с уникални познавателни способности извън необходимото за оцеляване, което включва символично мислене, широко самосъзнание и възприемане на себе си като временни същества, осъзнаващи окончателността на своето съществуване. Желанието да живеем успоредно с мисълта за неизбежната смърт предизвиква у нас терор. Противопоставянето на този страх е сред основните ни мотивации. За да избягаме от него, ние изграждаме отбранителни структури около себе си, за да гарантираме своето символично или буквално безсмъртие, да се чувстваме като ценни членове на значима вселена и да се съсредоточим върху защита от непосредствени външни заплахи. 

## Аборт
Антинатализмът може да доведе до определена позиция относно морала на аборта.
Според Дейвид Бенатар човек съществува в морално значимия смисъл, когато възникне съзнанието и ембрионът стане усещащ, дотогава абортът е морален. Докато продължаване на бременност би била неморална. Бенатар се позовава на EEG мозъчни изследвания и изследвания за възприемането на болка при плода, в които се посочва, че феталното съзнание възниква не по-рано от двадесет и осем до тридесет седмици от бременността, преди които е неспособно да усеща болка. Противно на това, последният доклад на Кралския колеж по акушер-гинекология показва, че плодът придобива съзнание не по-рано от двадесет и четири седмици от бременността. Някои предположения на този доклад относно чувствителността на плода след втория триместър бяха критикувани. По подобен начин аргументира Карим Акерма. Той прави разлика между организмите, които нямат умствени свойства, и живите същества, които имат умствени свойства. Според неговия възглед, който той нарича менталистичен възглед, живо същество започва да съществува, когато организъм (или друго същество) произвежда проста форма на съзнание за първи път.
Хулио Кабрера вярва, че моралният проблем с аборта е напълно различен от проблема с въздържането от раждане, тъй като в случай на аборт вече не е същество, а вече съществуващо същество – най-безпомощното и беззащитно от индивидите, което някой ден ще има автономията да решава и ние не можем да вземем решение вместо него. От гледна точка на негативната етика на Кабрера, абортът е неморален по подобни причини като потомството. За Кабрера изключението, при което абортът е морално обоснован, са случаи на необратимо заболяване на плода (или някои сериозни „социални заболявания“ като испански завоевания или нацизъм), според него в такива случаи ясно мислим за неродените, а не просто за нашите собствени интереси. Освен това, Кабрера смята, че при определени обстоятелства е законно и разбираемо да се извършват неетични действия, например абортът е законен и разбираем, когато животът на майката е изложен на риск.

## Антинатализъм и други животни
Някои антинаталисти разпознават размножаването на животни, които не са хора, като морално лошо и стерилизацията като морално добра в техния случай. Карим Акерма определя антинатализма, който включва животни, които не са хора, като универсален антинатализъм и сам заема такава позиция:
Дейвид Бенатар подчертава, че неговата асиметрия важи за всички съзнателни същества и споменава, че хората играят роля при вземането на решение колко животни ще има: хората размножават други видове животни и са в състояние да стерилизират други видове животни. 
Магнус Виндинг твърди, че животът на дивите животни в естествената им среда като цяло е много лош. Той обръща внимание на явления като умиране преди зряла възраст, гладуване, болести, паразити, инфантицид, хищничество и бидейки изяден жив. Той цитира изследвания за това как изглежда живота на животните в дивата природа. Едно от осемте мъжки лъвчета оцелява до зряла възраст. Други умират в резултат на глад, болести и често стават жертви на зъбите и ноктите на други лъвове. Достигането на зряла възраст е много по-рядко за рибите. Само една на сто мъжки чинук сьомга оцелява до зряла възраст. Виндинг е на мнение, че ако човешкият живот и оцеляването на човешките деца изглежда така, настоящите човешки ценности биха забранили раждането; това обаче не е възможно, когато става въпрос за нечовешки животни, които се ръководят от инстинкта. Той счита, че дори ако човек не е съгласен, че потомството винаги е морално лошо, човек би трябвало да признае потомството в дивата природа като морално лошо и нещо, което трябва да бъде предотвратено (поне на теория, а не непременно на практика). Той поддържа, че неинтервенцията не може да се защити, ако отхвърлим виизма и че трябва да отхвърлим неоправданата догма, заявявайки, че това, което се случва в природата, е това, което трябва да се случва в природата.